# Festsang i Rosenborg Have
Festsang i Rosenborg Have is een compositie van Niels Gade. Gade schreef het werk voor koor en piano ter gelegenheid van de festiviteiten rond het huwelijk van (toen nog kroonprins) Frederik VIII van Denemarken en (kroonprinses)  Louise van Zweden. Zij trouwden op 28 juli 1869. Op 10 en 11 augustus 1869 vonden er festiviteiten plaats in de Kongens Have, in de volksmond ook wel Rosenborg Have genoemd, zijnde de tuinen rondom Slot Rosenborg. 
Voor diezelfde aangelegenheid schreven twee andere componisten ook liederen.  Henrik Rung schreef Velkomstsang: I Sommersolens fulde Glands (Volle glorie in de zomerzon); Johan Peter Emilius Hartmann schreef Hilsen: Hil Eder (Gegroet: Heil aan u) op tekst van Carl Ploug. De tekst van Gades lied Ved Danmarksstøtten: Hæv i Dæmringens Stund her dit Blik is afkomstig van Frederik Paludan-Müller. De gelegenheidsmuziek verdween al snel van het podium.